# Чемпионат Европы по лёгкой атлетике 2010

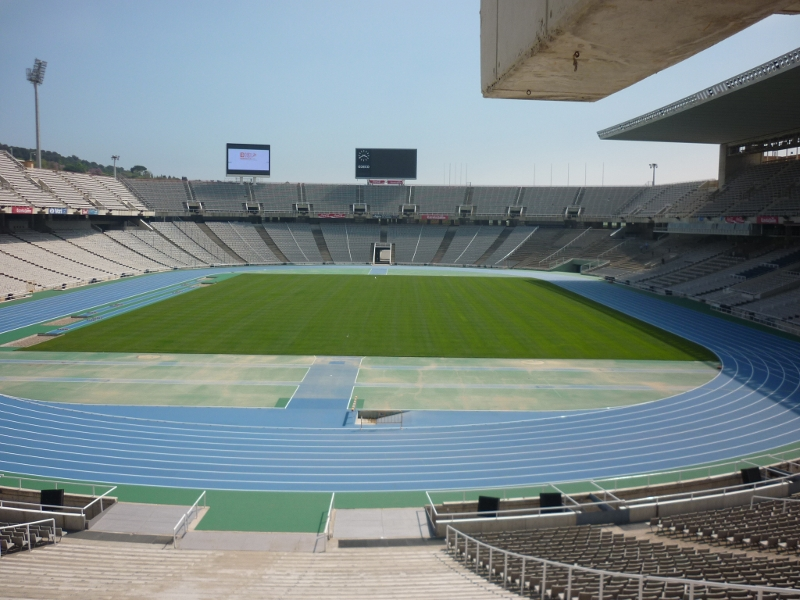
Олимпийский стадион на горе Монжуик в Барселоне

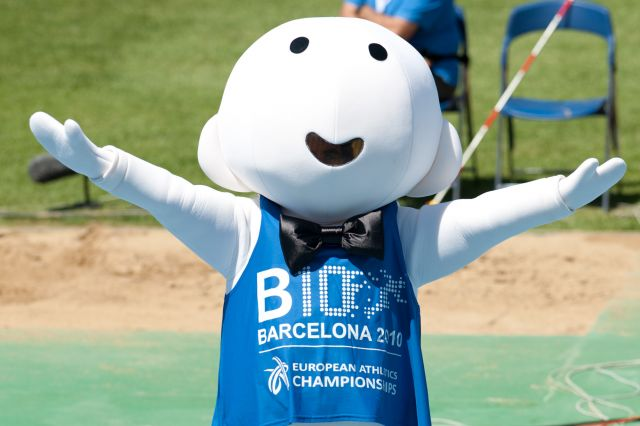
Талисман чемпионата Барни

Чемпионат Европы по лёгкой атлетике 2010 года прошёл с 27 июля по 1 августа 2010 года в испанском городе Барселона под эгидой Европейской легкоатлетической ассоциации. Это первый чемпионат Европы в Испании и второе крупное легкоатлетическое соревнование в стране — в 1999 году в Севилье прошёл чемпионат мира. Также в 1992 году столица Каталонии принимала летние Олимпийские игры.

## Общая информация

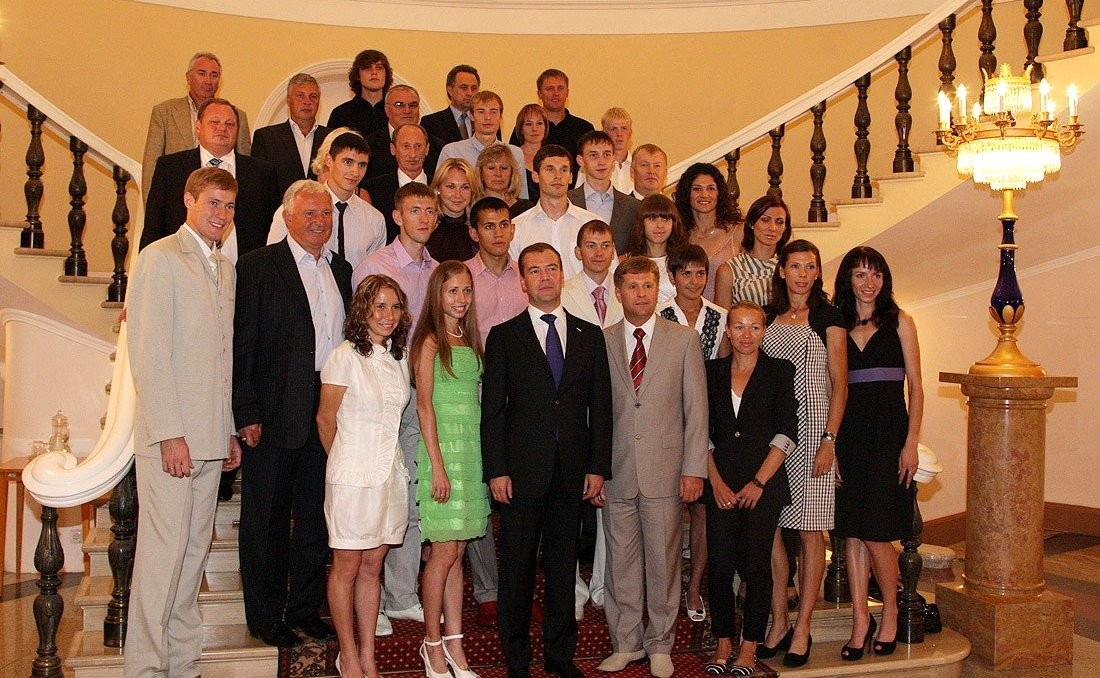
Дмитрий Медведев с российскими чемпионами и призёрами чемпионата

Соревнования во всех дисциплинах прошли на Олимпийском стадионе на горе Монжуик, кроме марафона и ходьбы, медали в которых разыгрывались на улицах Барселоны. В турнире приняли участие 1370 спортсменов из 50 стран. В предыдущем чемпионате в Гётеборге участвовали 1288 спортсменов из 48 стран. За шесть дней чемпионата разыграно 47 комплектов наград: 24 у мужчин и 23 у женщин.
Героем чемпионата стал французский спринтер Кристоф Леметр, выигравший 3 золота — 100 метров, 200 метров и в эстафете 4×100 метров. По 3 медали также выиграли французы Марсиаль Мбанджок (золото и 2 бронзы) и Мириам Сумаре (1 золото, 1 серебро и 1 бронза). Два золота было на счету британца Мохаммеда Фараха (5 000 и 10 000 метров) и россиянки Татьяны Фировой (400 м и эстафета 4×400 м).
Легкоатлеты 26 из 50 участвовавших стран завоевали награды, и 15 стран выиграли хотя бы одно золото. Сборная России первенствовала в неофициальном медальном зачёте на третьем чемпионате Европы подряд. Однако по сравнению с Гётеборгом-2006 россияне выступили менее удачно: тогда на их счету было 34 медали (12 золотых, 12 серебряных и 10 бронзовых). В Барселоне 7 золотых медалей России принесли женщины и три — мужчины. В неофициальном медальном зачёте среди мужчин первое место заняли французы, которые выиграли 8 золотых медалей в 24 видах мужской программы чемпионата.
На чемпионате было 2 случая, когда представители одной страны полностью занимали пьедестал почёта, и оба раза это удалось россиянкам — в беге на 400 метров и в ходьбе на 20 км.
В Барселоне было установлено 7 новых рекордов чемпионатов Европы, и 1 рекорд был повторён.

## Медали

### Общий зачёт
(Жирным выделено самое большое количество медалей в своей категории, принимающая страна также выделена)
| Общее количество медалей | Общее количество медалей | Общее количество медалей | Общее количество медалей | Общее количество медалей | Общее количество медалей |
| Место                    | Страна                   | Золото                   | Серебро                  | Бронза                   | Всего                    |
| ------------------------ | ------------------------ | ------------------------ | ------------------------ | ------------------------ | ------------------------ |
| 1                        | Франция                  | 8                        | 6                        | 4                        | 18                       |
| 2                        | Россия                   | 8                        | 4                        | 5                        | 17                       |
| 3                        | Великобритания           | 6                        | 10                       | 4                        | 20                       |
| 4                        | Германия                 | 5                        | 6                        | 6                        | 17                       |
| 5                        | Польша                   | 3                        | 1                        | 6                        | 10                       |
| 6                        | Турция                   | 3                        | 0                        | 0                        | 3                        |
| 7                        | Украина                  | 2                        | 4                        | 1                        | 7                        |
| 8                        | Италия                   | 2                        | 3                        | 3                        | 8                        |
| 9                        | Испания                  | 2                        | 2                        | 2                        | 6                        |
| 10                       | Хорватия                 | 2                        | 0                        | 0                        | 2                        |
| 11                       | Нидерланды               | 1                        | 1                        | 1                        | 3                        |
| 12                       | Бельгия                  | 1                        | 0                        | 2                        | 3                        |
| 13                       | Латвия                   | 1                        | 0                        | 1                        | 2                        |
| 13                       | Словакия                 | 1                        | 0                        | 1                        | 2                        |
| 15                       | Норвегия                 | 1                        | 0                        | 0                        | 1                        |
| 15                       | Швейцария                | 1                        | 0                        | 0                        | 1                        |
| 17                       | Португалия               | 0                        | 4                        | 1                        | 5                        |
| 17                       | Румыния                  | 0                        | 2                        | 0                        | 2                        |
| 19                       | Беларусь                 | 0                        | 1                        | 1                        | 2                        |
| 19                       | Ирландия                 | 0                        | 1                        | 1                        | 1                        |
| 19                       | Швеция                   | 0                        | 1                        | 1                        | 1                        |
| 22                       | Болгария                 | 0                        | 1                        | 0                        | 1                        |
| 23                       | Венгрия                  | 0                        | 0                        | 3                        | 3                        |
| 24                       | Чехия                    | 0                        | 0                        | 1                        | 1                        |
| 24                       | Финляндия                | 0                        | 0                        | 1                        | 1                        |
| 24                       | Азербайджан              | 0                        | 0                        | 1                        | 1                        |
| 24                       | Молдова                  | 0                        | 0                        | 1                        | 1                        |

### Медалисты

#### Мужчины

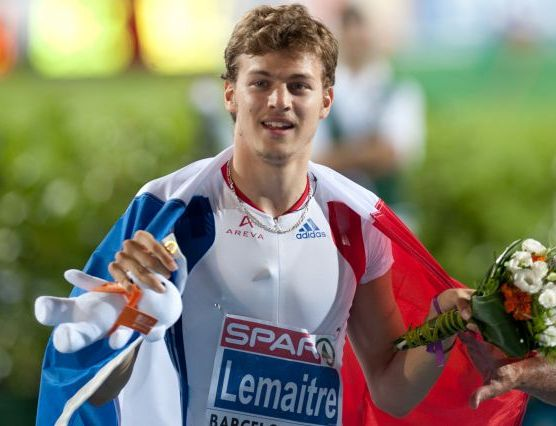
Трёхкратный чемпион Европы 2010 года Кристоф Леметр

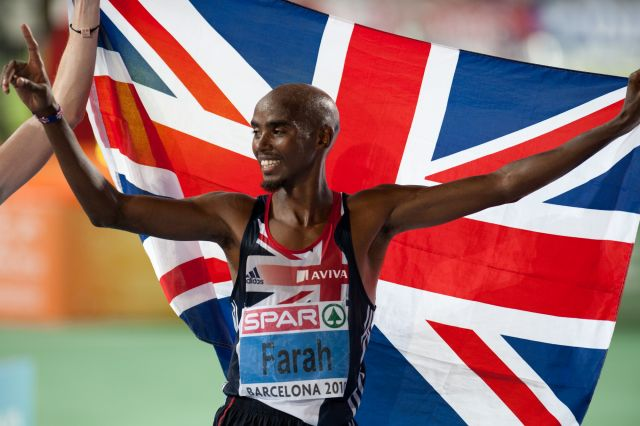
Чемпион в беге на 5000 и 10000 метров Мохаммед Фарах

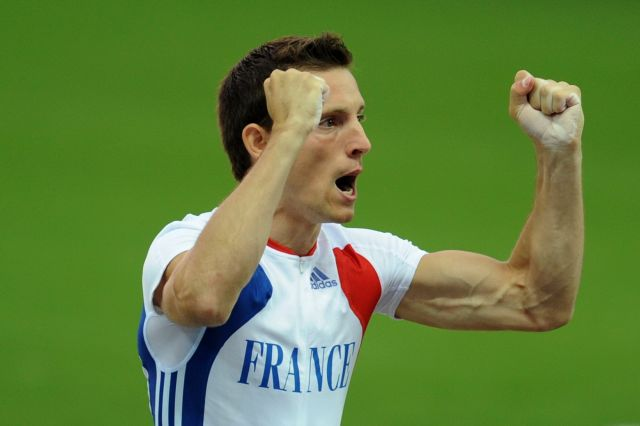
Рено Лавиллени — первый в истории француз, ставший чемпионом Европы в прыжках с шестом

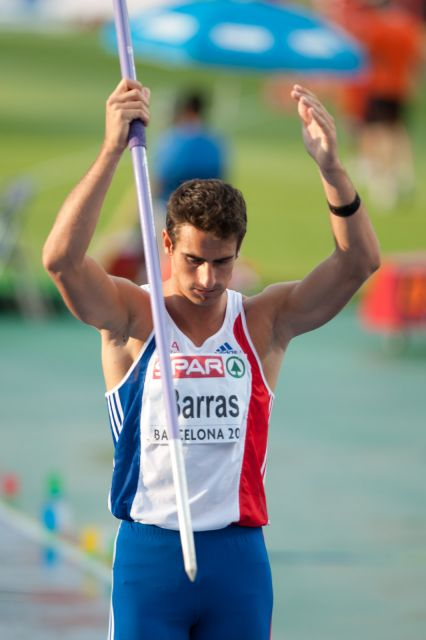
Ромен Баррас — золото в десятиборье

| Дисциплина                    | Золото                                                                                        | Серебро                                                                                        | Бронза                                                                                    |
| 100 м                         | Кристоф Леметр — 10,11 сек Франция                                                            | Марк Льюис-Фрэнсис — 10,18 сек Великобритания                                                  | Марсиаль Мбанджок — 10,18 сек Франция                                                     |
| 200 м                         | Кристоф Леметр — 20,37 сек Франция                                                            | Кристиан Малкольм — 20,38 сек Великобритания                                                   | Марсиаль Мбанджок — 20,42 сек Франция                                                     |
| 400 м                         | Кевин Борле — 45,08 сек Бельгия                                                               | Майкл Бингем — 45,23 сек Великобритания                                                        | Мартин Руни — 45,23 сек Великобритания                                                    |
| 800 м                         | Марцин Левандовский — 1.47,07 Польша                                                          | Майкл Риммер — 1.47,17 Великобритания                                                          | Адам Кщот — 1.47,22 Польша                                                                |
| 1500 м                        | Артуро Касадо — 3.42,74 Испания                                                               | Карстен Шланген — 3.43,52 Германия                                                             | Мануэль Ольмедо — 3.43,54 Испания                                                         |
| 5000 м                        | Мохаммед Фарах — 13.31,18 Великобритания                                                      | Хесус Эспанья — 13.33,12 Испания                                                               | Хайле Ибрагимов — 13.34,15 Азербайджан                                                    |
| 10000 м                       | Мохаммед Фарах — 28.24,99 Великобритания                                                      | Крис Томпсон — 28.27,33 Великобритания                                                         | Даниэле Меуччи — 28.27,33 Италия                                                          |
| Марафон                       | Виктор Рётлин — 2:15.31 Швейцария                                                             | Хосе Мануэль Мартинес — 2:17.50 Испания                                                        | Дмитрий Сафронов — 2:18.16 Россия                                                         |
| 110 м с барьерами             | Энди Тёрнер — 13,28 сек Великобритания                                                        | Гарфилд Дарьян — 13,34 сек Франция                                                             | Даниэль Кишш — 13,39 сек Венгрия                                                          |
| 400 м с барьерами             | Дэвид Грин — 48,12 сек Великобритания                                                         | Рис Уильямс — 48,96 сек Великобритания                                                         | Станислав Мельников — 49,09 сек Украина                                                   |
| 3000 м с препятствиями        | Махидин Мехисси-Бенаббад — 8.07,87 CR Франция                                                 | Буабделла Тахри — 8.09,28 Франция                                                              | Хосе Луис Бланко — 8.19,15 Испания                                                        |
| Эстафета 4×100 м              | Франция — 38,11 сек · Кристоф Леметр · Джимми Вико · Пьер-Алекси Пессонно · Марсиаль Мбанджок | Италия — 38,17 сек · Роберто Донати · Симоне Коллио · Эмануэле ди Грегорио · Маурицио Кеккуччи | Германия — 38,44 сек · Тобиас Унгер · Мариус Брёнинг · Александр Косенков · Мартин Келлер |
| Эстафета 4×400 м              | Россия — 3.02,14 · Максим Дылдин · Алексей Аксёнов · Павел Тренихин · Владимир Краснов        | Великобритания — 3.02,25 · Конрад Уильямс · Майкл Бингем · Мартин Руни · Роберт Тобин          | Бельгия — 3.02,60 · Арно Дестатт · Кевин Борле · Седрик ван Брантегем · Жонатан Борле     |
| Ходьба на 20 км               | Станислав Емельянов — 1:20.10 Россия                                                          | Алекс Швацер — 1:20.38 Италия                                                                  | Жуан Виейра — 1:20.49 Португалия                                                          |
| Ходьба на 50 км см. подробнее | Йоанн Динис — 2:40.37 Франция                                                                 | Гжегож Судол — 2:42.24 Польша                                                                  | Сергей Бакулин — 2:43.26 Россия                                                           |
| Прыжки в длину                | Кристиан Райф — 8,47 м CR Германия                                                            | Кафетьян Гоми — 8,24 м Франция                                                                 | Крис Томлинсон — 8,23 м Великобритания                                                    |
| Тройной прыжок                | Филлипс Айдову — 17,81 м Великобритания                                                       | Мариан Опря — 17,51 м Румыния                                                                  | Тедди Тамго — 17,45 м Франция                                                             |
| Прыжки в высоту               | Александр Шустов — 2,33 м Россия                                                              | Иван Ухов — 2,31 м Россия                                                                      | Мартин Бернард — 2,29 м Великобритания                                                    |
| Прыжки с шестом               | Рено Лавиллени — 5,85 м Франция                                                               | Максим Мазурик — 5,80 м Украина                                                                | Пшемыслав Червиньский — 5,75 м Польша                                                     |
| Толкание ядра                 | Томаш Маевский — 21,00 м Польша                                                               | Ральф Бартельс — 20,93 м Германия                                                              | Марис Уртанс — 20,72 м Латвия                                                             |
| Метание копья                 | Андреас Торкильдсен — 88,37 м Норвегия                                                        | Маттиас Де Цордо — 87,81 м Германия                                                            | Теро Питкямяки — 86,67 м Финляндия                                                        |
| Метание диска                 | Пётр Малаховский — 68,87 м CR Польша                                                          | Роберт Хартинг — 68,47 м Германия                                                              | Роберт Фазекаш — 66,43 м Венгрия                                                          |
| Метание молота                | Либор Харфрейтаг — 80,02 м Словакия                                                           | Никола Виццони — 79,12 м Италия                                                                | Кристиан Парш — 79,06 м Венгрия                                                           |
| Десятиборье                   | Ромен Баррас — 8453 очка Франция                                                              | Элко Синтниколас — 8436 очков Нидерланды                                                       | Андрей Кравченко — 8370 очков Беларусь                                                    |

#### Женщины

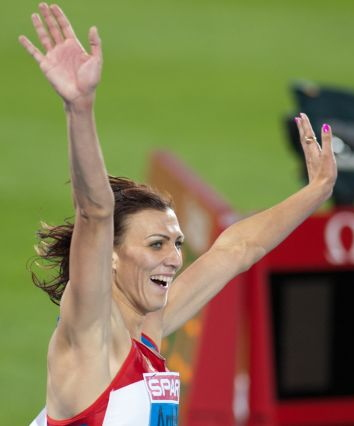
Наталья Антюх после финиша на дистанции 400 м с барьерами

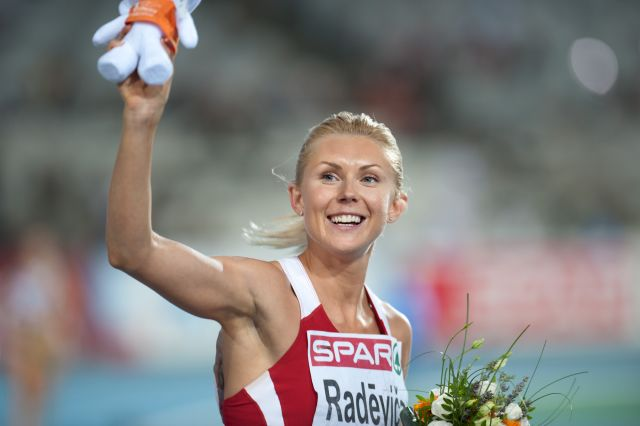
Инета Радевича — золото в прыжках в длину и рекорд Латвии

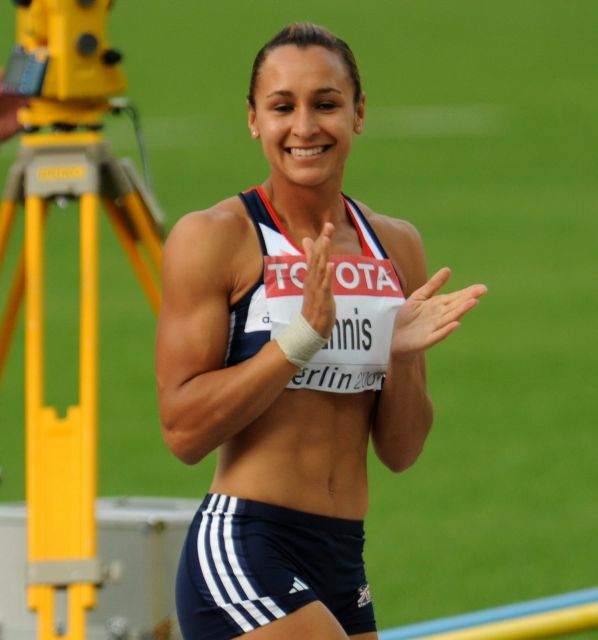
Джессика Эннис победила в семиборье с рекордом чемпионатов

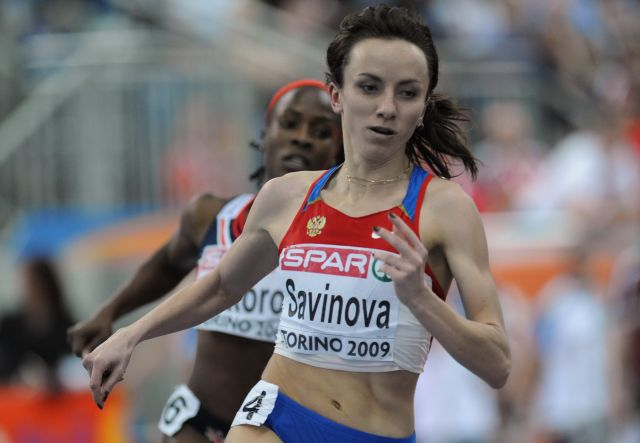
Мария Савинова выиграла золото на дистанции 800 метров, но позднее была лишена награды за применение допинга

| Дисциплина             | Золото                                                                                   | Серебро                                                                                         | Бронза                                                                                   |
| 100 м                  | Ферена Зайлер — 11,10 сек Германия                                                       | Вероник Ман — 11,11 сек Франция                                                                 | Мириам Сумаре — 11,18 сек Франция                                                        |
| 200 м                  | Мириам Сумаре — 22,32 сек Франция                                                        | Елизавета Брызгина — 22,44 сек Украина                                                          | Александра Федорива — 22,44 сек Россия                                                   |
| 400 м                  | Татьяна Фирова — 49,89 сек Россия                                                        | Ксения Усталова — 49,92 сек Россия                                                              | Антонина Кривошапка — 50,10 сек Россия                                                   |
| 800 м                  | Ивонн Хак — 1.58,85 Нидерланды                                                           | Дженни Медоуз — 1.59,39 Великобритания                                                          | Луция Клоцова — 1.59,64 Словакия                                                         |
| 1500 м                 | Нурия Фернандес — 4.00,20 Испания                                                        | Инд Деиба — 4.01,17 Франция                                                                     | Наталья Родригес — 4.01,30 Испания                                                       |
| 5000 м                 | Эльван Абейлегессе — 14.54,44 CR Турция                                                  | Сара Морейра — 14.54,71 Португалия                                                              | Джессика Аугушту — 14.58,47 Португалия                                                   |
| 10000 м                | Эльван Абейлегессе — 31.10,23 Турция                                                     | Джессика Аугушту — 31.25,77 Португалия                                                          | Хильда Кибет — 31.36,90 Нидерланды                                                       |
| Марафон.               | Анна Инчерти — 2:32.48 Италия                                                            | Татьяна Филонюк — 2:33.57 Украина                                                               | Изабелла Андерссон — 2:34:43 Швеция                                                      |
| 100 м с барьерами      | Невин Яныт — 12,63 сек Турция                                                            | Дервал О’Рурк — 12,65 сек Ирландия                                                              | Каролин Нитра — 12,68 сек Германия                                                       |
| 400 м с барьерами      | Наталья Антюх — 52,92 сек CR Россия                                                      | Ваня Стамболова — 53,82 сек Болгария                                                            | Перри Шейкс-Дрейтон — 54,18 сек Великобритания                                           |
| 3000 м с препятствиями | Юлия Заруднева — 9.17,57 CR Россия                                                       | Хатти Дин — 9.30,19 Великобритания                                                              | Виолетта Франкевич — 9.34,13 Польша                                                      |
| Эстафета 4×100 м       | Украина — 42,29 сек · Олеся Повх · Наталья Погребняк · Мария Ремень · Елизавета Брызгина | Франция — 42,45 сек · Мириам Сумаре · Вероник Ман · Лина Жак-Себастьян · Кристин Аррон          | Польша — 42,68 сек · Марика Попович · Дарья Корчиньская · Марта Ешке · Вероника Ведлер   |
| Эстафета 4×400 м       | Германия — 3.24,07 · Янин Линденберг · Эстер Кремер · Фабьенн Кольман · Клаудия Хофман   | Великобритания — 3.24,32 · Никола Сандерс · Мерилин Окоро · Перри Шейкс-Дрейтон · Ли Макконнелл | Италия — 3.25,71 NR · Кьяра Баццони · Марта Милани · Мария Эрика Спачча · Либания Гренот |
| Ходьба на 20 км        | Анися Кирдяпкина — 1:28:55 Россия                                                        | Вера Соколова — 1:29:32 Россия                                                                  | Мелани Зегер — 1:29:43 Германия                                                          |
| Прыжки в длину         | Инета Радевича — 6,92 м Латвия                                                           | Найде Гомеш — 6,92 м Португалия                                                                 | Ольга Кучеренко — 6,84 м Россия                                                          |
| Тройной прыжок         | Ольга Саладуха — 14,81 м Украина                                                         | Симона Ла Мантия — 14,56 м Италия                                                               | Светлана Большакова — 14,55 м Бельгия                                                    |
| Прыжки в высоту        | Бланка Влашич — 2,03 м =CR Хорватия                                                      | Эмма Грин — 2,01 м Швеция                                                                       | Ариане Фридрих — 2,01 м Германия                                                         |
| Прыжки с шестом        | Светлана Феофанова — 4,75 м Россия                                                       | Сильке Шпигельбург — 4,65 м Германия                                                            | Лиза Рыжих — 4,65 м Германия                                                             |
| Толкание ядра          | Анна Авдеева — 19,39 м Россия                                                            | Янина Корольчик — 19,29 м Беларусь                                                              | Ольга Иванова — 19,02 м Россия                                                           |
| Метание диска          | Сандра Перкович — 64,67 м Хорватия                                                       | Николета Грасу — 63,48 м Румыния                                                                | Йоанна Вишневская — 62,37 м Польша                                                       |
| Метание копья          | Линда Шталь — 66,81 м Германия                                                           | Кристина Обергфёль — 65,58 м Германия                                                           | Барбора Шпотакова — 65,36 м Чехия                                                        |
| Метание молота         | Бетти Хайдлер — 76,38 м Германия                                                         | Татьяна Лысенко — 75,65 м Россия                                                                | Анита Влодарчик — 73,56 м Польша                                                         |
| Семиборье              | Джессика Эннис — 6823 очка CR Великобритания                                             | Наталья Добрынская — 6778 очков Украина                                                         | Дженнифер Озер — 6683 очка Германия                                                      |

- CR — рекорд чемпионатов Европы
- =CR — повторение рекорда чемпионатов Европы

## Страны-участницы
| - Австрия - Албания - Андорра - Армения - Азербайджан - Беларусь - Бельгия - Болгария - Босния и Герцеговина - Великобритания - Венгрия - Германия - Гибралтар - Греция - Грузия - Дания - Кипр | - Израиль - Ирландия - Исландия - Испания - Италия - Латвия - Литва - Лихтенштейн - Люксембург - Северная Македония - Мальта - Молдова - Монако - Нидерланды - Норвегия - Польша - Португалия | - Россия - Румыния - Сан-Марино - Сербия - Словакия - Словения - Турция - Украина - Финляндия - Франция - Хорватия - Черногория - Чехия - Швеция - Швейцария - Эстония |

## Факты
В женской эстафете 4×100 метров в составе сборной Словении выступала легендарная 9-кратная призёрка Олимпийских игр и многократная чемпионка мира Мерлин Отти, которой на момент проведения чемпионата было 50 лет. Словенки заняли в своём полуфинале только 7-е место и не сумели пробиться в финальный забег.